# MTV Video Music Brasil 1996
O MTV Video Music Brasil 1996 foi a segunda edição da premiação realizada pela MTV Brasil. Ocorreu em 22 de agosto de 1996 e transmitido ao vivo de São Paulo. Esta edição foi apresentada pelo ator Pedro Cardoso.  Concorriam clipes nacionais produzidos entre junho de 1995 e maio de 1996.

## Categorias
| Categoria                | Vencedor | Indicados |
| ------------------------ | --- | --- |
| Videoclipe do Ano        | Os Paralamas do Sucesso — Lourinha Bombril                                                                                 | - Barão Vermelho — Vem Quente Que Eu Estou Fervendo - Chico Science & Nação Zumbi — Manguetown - Raimundos — I Saw You Saying - Titãs — Eu Não Aguento |
| Escolha da Audiência     | Skank — Garota Nacional | - Baba Cósmica — Sábado de Sol - Barão Vermelho — Vem Quente Que Eu Estou Fervendo - Chico Science & Nação Zumbi — Manguetown - Engenheiros do Hawaii — A Promessa - Fernanda Abreu — Veneno da Lata - Os Paralamas do Sucesso — Lourinha Bombril - Pato Fu — Qualquer Bobagem - Raimundos — Eu Quero Ver o Oco - Renato Russo — Strani Amori - Sepultura — Roots Bloody Roots - Titãs — Eu Não Aguento |
| Artista Revelação        | Karnak — Comendo Uva na Chuva                                                                                              | - Baba Cósmica — Sábado de Sol - Funk'n'Lata — Não é Mole Não - Humberto Effe — O Preto e o Branco - Mestre Ambrósio — Se Zé Limeira Sambasse Maracatu |
| Videoclipe de Pop        | Skank — Garota Nacional | - Chico Science e Nação Zumbi — Manguetown - Fernanda Abreu — Veneno da Lata - Os Paralamas do Sucesso — Lourinha Bombril - Pato Fu — Pinga |
| Videoclipe de Rock       | Barão Vermelho — Vem Quente Que Eu Estou Fervendo                                                                          | - Raimundos — I Saw You Saying - Sepultura — Roots Bloody Roots - Titãs — Eu Não Vou Dizer Nada - Titãs — Eu Não Aguento |
| Videoclipe de Rap        | Gabriel, o Pensador — Rabo de Saia                                                                                         | - Câmbio Negro — A Volta - Código 13 — Raças Diferentes - MC Júnior & MC Leonardo — Rap das Armas - Pavilhão 9 — Apaga o Baseado |
| Videoclipe de MPB        | Nando Reis — A Fila | - Daúde — Véu Vava - Falcão — Holliday Foi Muito - João Marcelo Bôscoli, Simoninha e Cláudio Zoli — Flor do Futuro - Ney Matogrosso e Chico Buarque — Até o Fim |
| Democlipe                | Mulheres Q Dizem Sim — Eu Sou Melhor Que Você                                                                              | - Devotos do Ódio — Punk Rock Hard Core - Las Ticas Tienen Fuego — Nossa Festa - Nei Van Soria — Tempestade - Personagens — A Música Falada |
| Direção em Videoclipe    | Os Paralamas do Sucesso — Lourinha Bombril (Diretores: Andrucha Waddington, Breno Silveira, Gualter Pupo e Toni Vanzolini) | - Barão Vermelho — Vem Quente Que Eu Estou Fervendo (Diretor: Gringo Cardia) - Chico Science & Nação Zumbi — Manguetown (Diretor: Gringo Cardia) - Pato Fu — Pinga (Diretores: Cláudio Torres, José Henrique Fonseca e Ralph Strelow) - Raimundos — I Saw You Saying (Diretor: Raul Machado) |
| Edição em Videoclipe     | Os Paralamas do Sucesso — Lourinha Bombril (Editores: Sérgio Mekler, Joana Ventura e Fábio Gavião)                         | - Barão Vermelho — Vem Quente Que Eu Estou Fervendo (Editor: Henrique Tartarotti) - João Marcelo Bôscoli, Simoninha e Cláudio Zoli — Flor do Futuro (Editores: Alexandre Cruz e Oscar Rodrigues) - Pato Fu — Pinga (Editor: Ralph Strelow) - Titãs — Eu Não Aguento (Editor: Humberto Martini) |
| Fotografia em Videoclipe | Marina Lima — Beija-Flor (Diretora de fotografia: Márcia Ramalho)                                                          | - Barão Vermelho — Vem Quente Que Eu Estou Fervendo (Diretora de fotografia: Márcia Ramalho) - Chico Science e Nação Zumbi — Manguetown (Diretor de fotografia: Roberto Amadeo) - Engenheiros do Hawaii — A Promessa (Diretor de fotografia: Paulo Wainer) - Pato Fu — Pinga (Diretor de fotografia: Ralph Strelow)                                                                                     |

## Shows
- Fernanda Abreu, Herbert Vianna e Funk'n'Lata - Veneno da Lata
- Cidade Negra - SOS Brasil
- Pato Fu e André Abujamra - Pinga
- Barão Vermelho - Malandragem Dá um Tempo (com Bezerra da Silva)/Vem Quente Que Eu Estou Fervendo
- O Rappa e Planet Hemp - Hey Joe
- Raimundos - I Saw You Saying/Eu Quero Ver o Oco
- Skank, Jorge Benjor e Nando Reis - É uma Partida de Futebol
- Skank - Garota Nacional